# بوزنغن أم هوخراين
بوزنغن أم هوخراين (بالألمانية: Büsingen am Hochrhein) هي مدينة ألمانية (7.62 كم2) محاطة بالكامل بكانتون شافهاوزن السويسري ومن الجنوب عبر نهر الراين بكانتونات زيورخ وتورغاو. يبلغ عدد سكانها حوالي 1,450 نسمة. فصل المكتنف منذ بدايات القرن التاسع عشر عن بقية ألمانيا من خلال شريط ضيق من الأرض من حوالي 700 متر في أضيق مجالاته والذي يضم قرية دورفلنغن السويسرية.